# Спомен-костурница у Вогошћи
|  | Овај чланак је део чланка о Споменицима посвећеним Народноослободилачкој борби 1941—1945. |

Спомен-костурница у Вогошћи је меморијално здање изграђено и отворено 21. јула 1969. године. Овај апстрактни споменик саграђен је од белога бетона и испуњен бакром у централном мотиву. Аутори споменика и костурнице су архитекта Рубен Угљен и вајар Петар Крстић.
Поред споменика је костурница на коју су положене три бетонске греде на којима су исписана имена 62 сахрањених бораца НОВЈ из овог краја и околице, углавном из Високог, Фојнице и Шесте пролетерске источнобосанске бригаде.
Споменик је украшен разним народним мотивима, а на њему стоје уклесани Његошеви стихови: Ал тирјанству стати ногом за врат; Довести га у познанију права; То је људска дужност најсветија; Његош; Народ овог краја.